# Хромат никеля(II)
Хромат никеля(II) — неорганическое соединение,
соль никеля и хромовой кислоты 
с формулой NiCrO4,
красные кристаллы,
не растворяется в воде,
образует кристаллогидраты.

## Физические свойства
Хромат никеля(II) образует красные кристаллы
ромбической сингонии,
пространственная группа A mam,
параметры ячейки a = 0,6113 нм, b = 0,8219 нм, c = 0,5492 нм, Z = 4.
Не растворяется в воде.
Образует кристаллогидрат состава NiCrO4•7H2O
.

## Применение
- Используется в катализаторах.